# جون جاكسون

غلاف كتاب «مشاهدات بريطاني عن العراق 1797» - ترجمة: خالد فاروق عمر (الدار العربية للموسوعات، بيروت 2000 م).

جون جاكسون (بالإنجليزية: John Jackson)‏ (ت. 1807 م) هو رحالة إنكليزي، كما كان موظفا لدى شركة الهند الشرقية.
قام برحله من الهند إلى إنكلترا سنة 1797 م وكتب عنها ثم نشرت في لندن سنة 1799 م باسم:
Journey from India, towards England, in the year 1797; by a route commonly called over-land, through countries not much frequented, and many of them hitherto unknown to Europeans, particularly between the rivers Euphrates and Tigris, through Curdistan, Diarbek, Armenia, and Natolia, in Asia; and through Romalia, Bulgaria, Wallachia, Transylvania, &c. in Europe
ترجمت إلى الألمانية سنة 1804 م، كما ترجم القسم المتعلق بالعراق إلى العربية من قبل سليم طه التكريتي (مطبعة الاسوان التجارية، بغداد 1954 م) وترجمة أخرى لخالد فاروق عمر باسم «مشاهدات بريطاني عن العراق 1797» (الدار العربية للموسوعات، بيروت 2000 م).

## وصلات خارجية
- نص الكتاب - كتب غوغل